# RATMAN
『RATMAN』（ラットマン）は、犬威赤彦による日本の漫画作品。『月刊少年エース』（角川書店）にて2007年8月号から2013年7月号まで連載されていた。少年エース2013年8月号にはエピローグが掲載。少年エースの増刊誌であるエースアサルトに番外編が掲載されたことがある。全12巻

## 概念
ジャンルはバトル・アクション。主人公の少年がヒーローとなり、様々なことに立ち向かう…という大まかなストーリーをもとにオムニバス形式で展開されていたが後半になるにつれて連載形式の続きの話となる。

## ストーリー
葛城修斗は何故か秘密結社「ジャッカル」の策略に嵌められ、悪のヒーロー「RATMAN」として悪事を働くことになってしまう。初めは嫌々やっていた修斗だったが、ヒーローとして活動する度に喜びを感じ始めていた。しかし、敵対するヒーローと戦ううちに「RATMAN」としての力が危険だと分かり、自分はヒーローとしてやっていけないと感じた修斗は「RATMAN」をやめることにする。だが、姫崎梨緖と会話することにより、自分の中のわだかまりが消え、再び「RATMAN」として活動することを決意する。

## 登場人物
葛城 修斗
本作の主人公。高校一年生。身長152cmで、「チビ」と馬鹿にされながらも、ヒーローを目指していた。そんなある日、謎の骸骨集団（ジャッキー）に騙され、修斗は悪のヒーロー「RATMAN」として悪事を働くこととなった。だが実際には、安全確保のための活動が多い。
悪のヒーローでヒーロー協会に指名手配を受けている身であるが、何人かには正体が知られてしまっている。ただし、普段の活動内容や本人の優しく真摯な性格ゆえに正体を知られても悪く扱われることはない。むしろ、下級生2名からは好意もしくはそれに近い感情を持たれている。ただし、本人は一切自覚がなく、ミレアをやきもきさせている。
背中には事故で負ったという傷跡があるが、本人にその記憶はない。しかし、その実態は瓦礫に押し潰されて致命傷を負い、シャイニングマンの輸血を受けていたのだった。その後、機密保持のために記憶が改ざんされていた。このときにシャイニングマンの血液から｢Sの因子｣というものを受け継いだらしく、これが暴走の原因である。
水島 ミレア
修斗のクラスメイト。寡黙な少女だが、修斗には好意を持っている。やや嫉妬深く、同じく修斗に好意を持つ後輩の少女・杏の登場にやきもきしている。かつては誰に対しても拒絶しているような節を見せており、現在も他の人と会話するようなことは多くない。姉・クレア（後述）率いる悪の組織「ジャッカル」のために、修斗を手引きする。
ラットマンについてはほとんど何も知らず、暴走するようなものだと知った時は驚いていた。その後、隠された秘密へと踏み込んでいくことになる。
姫崎 梨緖
修斗の先輩。ヒーロー協会の会長の娘で明るい性格の少女。趣味は悪党退治の格闘技マニア。父親には反対されているが、将来ヒーローになる事を夢見ている。自分の家に侵入してきたラットマンを追っているが、修斗である事は知らない(薄々とは感じていた)。しかし、修斗が自身の秘密を知る為にラットマンの姿で侵入してきた際、修斗が素の態度を丸出しにしてしまったためにその正体を知ることになる。
父親が彼女の信念を認めたことで無事ヒーローになることができたが、変身システム担当の博士がオタクだったため武装をするために萌えキャラの言動をしないといけないという難儀なシステムを組み込まれている。ヒーローとしての名前は｢キャットガール｣リオで、名前の通り猫耳少女をモチーフとしている。

### 秘密結社ジャッカル
水島 クレア
ミレアの姉。秘密結社（悪の組織）「ジャッカル」の幹部。「RATMAN」開発を手掛けた人物。比較的、スタイルがいい。ヒーロー協会に両親を殺されたとして、ヒーロー協会に敵意を抱いている。
ジャッキー
いわゆる戦闘員。骸骨柄のタイツが特徴。三人いるが、どれも心優しく、修斗の良い味方でもある。ただし、一言も喋らないため個々の性格などは不明(そもそも人間かも分からない)。現実世界のインターネット上にて運営されている「ジャッカル通信」なるブログも運営している。また、うち一人はクレアに好意を抱いている模様。
意外にも戦闘能力はそれなりにもあるようで、ヒーローを強化・暴走させるスマートフォンのアプリ｢ヒーローブースター｣によって暴走したヒーローを撃破・捕獲に成功している。

### ヒーロー協会
姫崎翔一郎
ヒーロー協会会長。梨緖の父親。クレアの両親の殺害に関わっているとされる。
アンカイザー
綜合警備アンカ株式会社専属A級ヒーロー。本名は「冴木将人」。性格は傲慢で、相手を潰すためなら手段を選ばない。ラットマン（修斗）を取り逃がしたことで、なにかと突っかかるが、ヒーローアワードパーティーの事故の時、ラットマンと対峙。我を失ったラットマンによって左腕をへし折られ、しばらく病院送りにされた。格闘センスはボクシングがメインで、偶然ジムに来ていた修斗にレクチャーしたという、意外に優しいところがあり、しかも病弱な母親の面倒も見ている。綜合警備アンカ株式会社の社長の不正が明らかになった事でA級ヒーローとしては活動不能となったがジムの経営者の計らいでジム所属のD級ヒーローとして活動を続けていける事になった。
ヴァンガードナー
都市警備シティ・ヴァンガード専属A級ヒーロー。バリヤなど防御に特化した能力を持つ。ヒーローアワードパーティーの事故の時、行方不明になった梨緖を探している途中、負傷したアンカイザーをみつけ助けたが、凶暴化したラットマンと対面。その圧倒的な力を目の当たりにする。
ファットマン
宅配ピザ「ピザファット」専属E級ヒーロー。本名は「細川大志」で「フトシ」と呼ばれている。大らかで心優しい性格。体内の脂肪を一時的に筋肉のように収縮する「ファットコントロール」による頑丈さが売り（というより、他の能力は一般人並み）。倒れたラットマン（修斗）を介抱したことで友人となる。
Ｍｒビックホーン
アメリカンファストフード「バイソンバーガー」専属D級ヒーロー。日本のヒーローブームに乗じ「ピザファット」の向かいに支店をオープンする。「ピザファット」と張り合っているが、次第に友情が芽生えていく。
アメリカ本店が買収され、もはや自分の支店しか存在しなくなってしまったことで焦りを感じ、ヒーローブースターを使ってC級に昇格するも、自制心を失って暴走してしまう。暴走時の身体能力はA級に匹敵する。
ランドルマン
リストラに遭い自ら企業を起ち上げたB級ヒーロー。本名は「酒井田」で「サラリーマンの希望の星」と呼ばれている。中年でやや肥満体だが落ち着いた性格で、修斗と間太のお気に入りのヒーローである。
アキバ・ホーリーガールズ
秋葉原地区管轄の3人組のC級ヒーロー。普段はメイド喫茶「ホーリー☆スター」で働いている。
ヤヴァイス
ファッション誌「メンズエッグル」専属F級ヒーロー。本名は「佑輝」。金髪色黒で態度は軟派という典型的なチャラ男。自称「シブヤ最強」だが元々雑誌の企画で選ばれた読者モデルなので強さは一般人と変わらない。しかし、ヒーローとしての心意気は本物で梨緖に勇気を与える。
ミコト
繊維メーカー「ＨＡＯＲＩ」専属A級ヒーロー。本名は「九条命」。特殊繊維で編まれた羽衣「天宇受賣命」を纏い、高い防御力を持つ。修斗の学校の後輩で、優しい修斗を慕っている節がある。左目は特殊な能力を持っているらしく普段は眼帯で隠しているのだが、普段のクールキャラと相まってクラスメイトに中二病と噂されてしまっている。
クレイオス
ヒーロー教会専属Ｓ級ヒーロー。本名は「御堂聖」。シャイニングマンやクレアと面識があり、クレアとともにシャイニングマンを模してクレイオスを造るが現在でも未完成。
アンチェイン
ヒーロー教会専属Ｓ級ヒーロー。本名は「風守士葵」。車に轢かれかけた修斗を助け、翌日修斗のクラスに転校してきたことをきっかけに意気投合して親友となる。
先天的な超能力者で念動力や予知能力などが使用できるが、親から虐待を受け寺西に引き取られた。そのため裏切られない強い力を求めてＳの因子を手に入れようとする。他の生物のＤＮＡを取り込むことによって肉体を変化させ力に変える能力を持ち、手の爪と足の刃に超能力を併用するとこで全身凶器とも言える圧倒的な攻撃力を誇る。シン曰く、擬似的なSの因子を持つ紛い物。
ラットマンと戦うも敗れ、切り捨てられるがラットマンの活躍で無事助かった。その後も引き続き修斗のクラスメイトとして留まることとなる。ちなみに、修斗の鈍感ぶりには呆れている。
IS-KA
「ad-BANK」専属ヒーロー。本名は不明だが、罪を意味する｢シン｣と名乗っている。修斗と同じＳの因子の持ち主で、修斗を兄弟と呼ぶ。クレイオス曰く、｢シャイニングマンが残した負の遺産｣。スマートフォンのアプリケーションを起動することによって飛行・バリア・音波攻撃などさまざまな能力を使う。ただし、アプリケーションによってバッテリーを消耗し必要量を下回ると使えなくなるため、高レベルの相手との長期線には不向き。また、Sの因子と同等の細胞分裂を発生させるアプリ｢ヒーローブースター｣をばら撒いた張本人。
実はもう一つ姿を持っており、ラットマンとシャイニングマンを足して禍々しさを追加したような外見でまるで憎悪そのものと評された。

### その他
細川あんず
ファットマンの妹。兄に似ない美少女だが子供の頃は太っていた。修斗の後輩で、彼に好意を持っている。あまりにも分かりやすい態度でミレアをやきもきさせるが、当の修斗には全く気付かれていない。
松田間太
修斗の友人。修斗と同じヒーローマニア。
葛城杏奈
修斗の妹。結奈とは双子。生意気盛りで修斗のヒーロー趣味を馬鹿にしている。
葛城結奈
修斗の妹。杏奈とは双子。おとなしい性格で兄と杏奈の喧嘩を必死で仲裁しようとする

## 世界設定
本作の世界では、本当に正義のヒーローがショーなどではなく実際に存在していることになっている。また、感情が人並みのアンドロイドが登場するなど技術も発達している。作者の洋画好きが生かされている。ヒーローは特殊能力持ちだけというわけではなく、人体改造を施したもの・会社や店のコマーシャルとして売り出す目的のもの・民間から選ばれたモデル感覚のものと、さまざまである。無論、能力が高ければそれだけ重大事件を解決できるのでランクは高くなる。

## 用語
RATMAN
ジャッカルの開発したダークヒーロー。修斗が変身した姿。
元々ただの一般人だったためか最初はさほど高いスペックを持っておらず、アンカイザーに一方的に追い詰められてしまったりしている。しかし、(その時は正体を知らなかったが)アンカイザーにボクシングを教えてもらったりシャイニングマンの技を習得したりなど、着実に能力を増してきている。また、追いつめられると暴走し、獣じみた動きで圧倒的な戦闘能力を発揮するようになる。マスクで隠されているが、口の部分は化け物の牙のようになっているため、たまに誤解を受ける。
ジャッカル
クレア率いる秘密結社・悪の組織。アジトもある。強いて言うならヒーロー協会に敵対するものとして悪の認定を受けているだけなので、これと言って悪いことはあまりしていない。
ヒーロー協会
名前通りのヒーロー達の協会。梨緖の父親が会長。ライセンスがあり、それを所得した者がヒーローとなる。
S機関

Sの因子
ラットマン暴走時に出現する特殊な遺伝子配列を持つ細胞。Sはシャイニングマンのイニシャルであり、修斗は彼からの輸血によってSの因子を取り込んでいる。人の自制心を破壊し能力を引き上げるという機能を持っており、ヒーローブースターでこれを手に入れたビックホーンは一見して分かるほど筋肉が太くなっていた。
Sプロジェクト
かつて、水島姉妹の両親とヒーロー協会の会長とシャイニングマンの四人と共に暗い世の中を明るく照らすことが出来れば思い進めていた計画。

## 単行本
全12卷、レーベルは角川コミックス・エース（角川書店発行、角川グループパブリッシング販売）。
1. 2007年11月26日 ISBN 978-4-04-713990-9
2. 2008年04月26日 ISBN 978-4-04-715057-7
3. 2008年08月26日 ISBN 978-4-04-715106-2
4. 2009年02月26日 ISBN 978-4-04-715187-1
5. 2009年06月26日 ISBN 978-4-04-715261-8
6. 2010年03月26日 ISBN 978-4-04-715367-7
7. 2010年07月26日 ISBN 978-4-04-715483-4
8. 2011年03月26日 ISBN 978-4-04-715622-7
9. 2011年09月26日 ISBN 978-4-04-120007-0
10. 2012年06月26日 ISBN 978-4-04-120237-1
11. 2013年02月26日 ISBN 978-4-04-120606-5
12. 2013年07月26日 ISBN 978-4-04-120804-5